# Ancistrochilus
Ancistrochilus là một chi thực vật có hoa trong họ Lan., chỉ gồm 2 loài. Tên gọi của bắt nguồn từ các từ tiếng Hy Lạp ankistron ("cái móc") và cheilos ("cái môi"), ám chỉ đến hình dạng cái môi của chúng.

## Hình ảnh

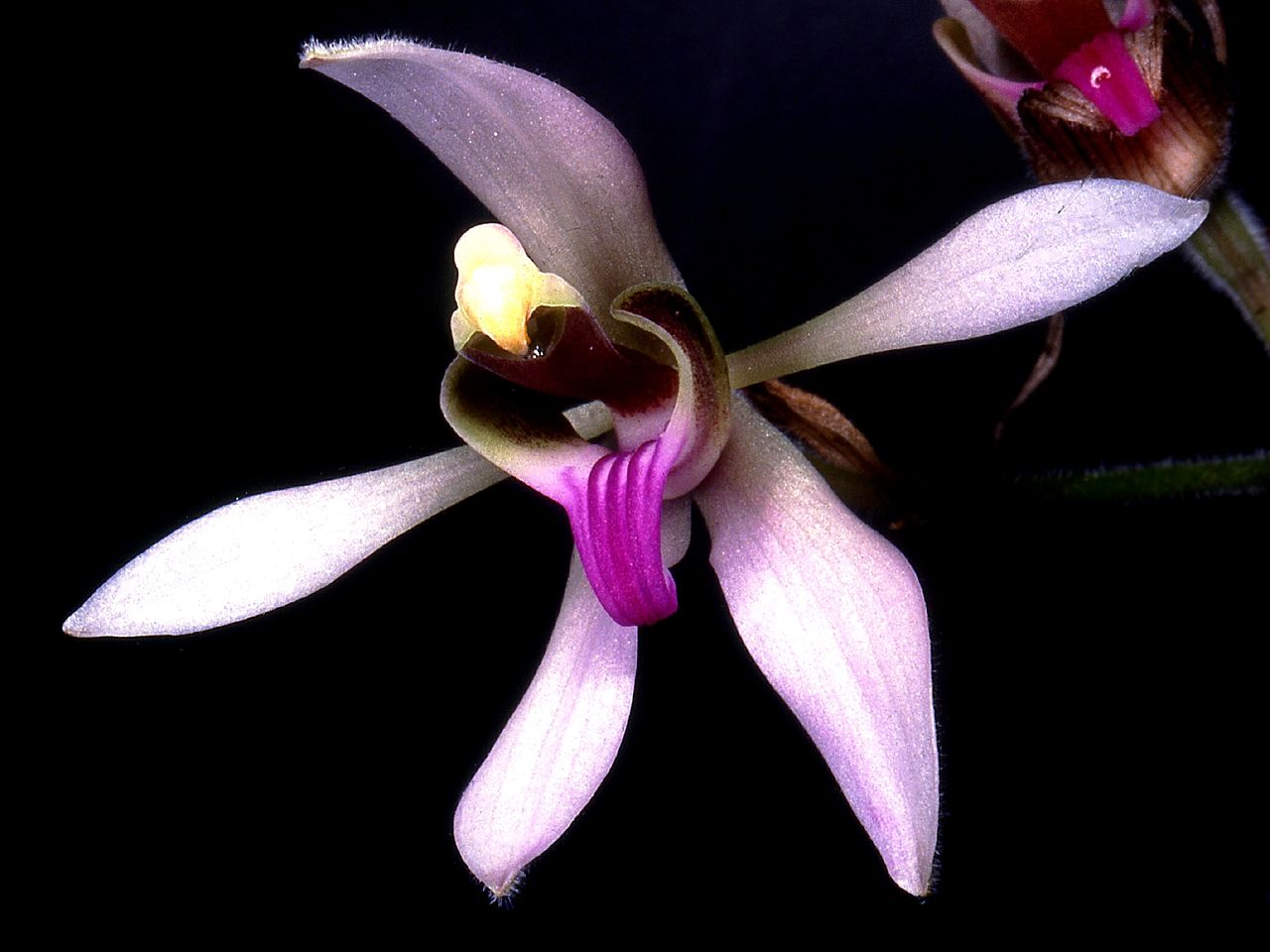